# Cladosictis
Il cladositte (gen. Cladosictis) è un primitivo mammifero marsupiale vissuto nel Miocene inferiore (circa 20 milioni di anni fa), i cui resti sono stati rinvenuti in Argentina.

## Una "lontra" marsupiale
Questo animale è un tipico rappresentante dell'ordine degli sparassodonti, marsupiali carnivori che vissero nel Sudamerica durante il Terziario; in totale isolamento rispetto ai mammiferi più evoluti, questo gruppo di animali si sviluppò in varie forme che andarono a “replicare” quelle degli altri continenti; Cladosictis, di fatto, era molto simile a una lontra, e come questa probabilmente viveva in prossimità di fiumi e laghi, cibandosi di creature acquatiche. Il corpo di Cladosictis era allungato e le zampe erano corte, mentre la coda era molto lunga; queste caratteristiche denotano come questo animale potesse muoversi agilmente nell'ambiente acquatico, mentre sulla terraferma doveva essere più impacciato.